# Ivanovka (landgoed)

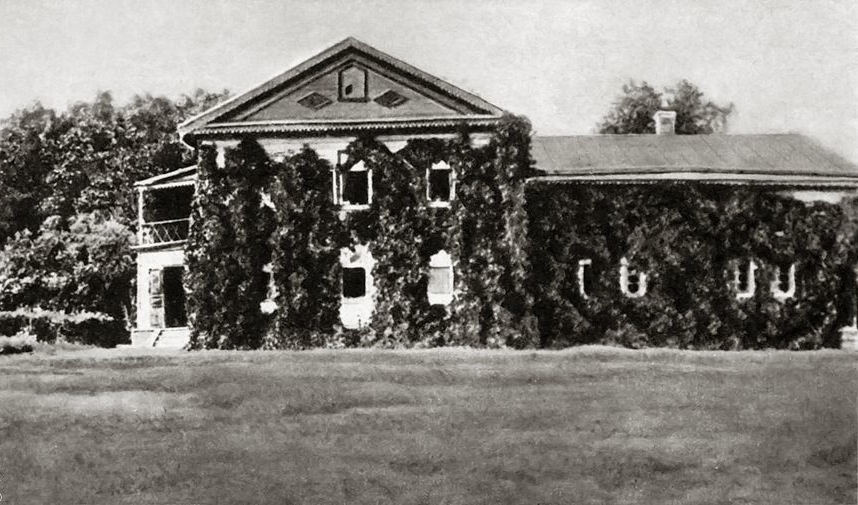
Voorgevel van het hoofdgebouw

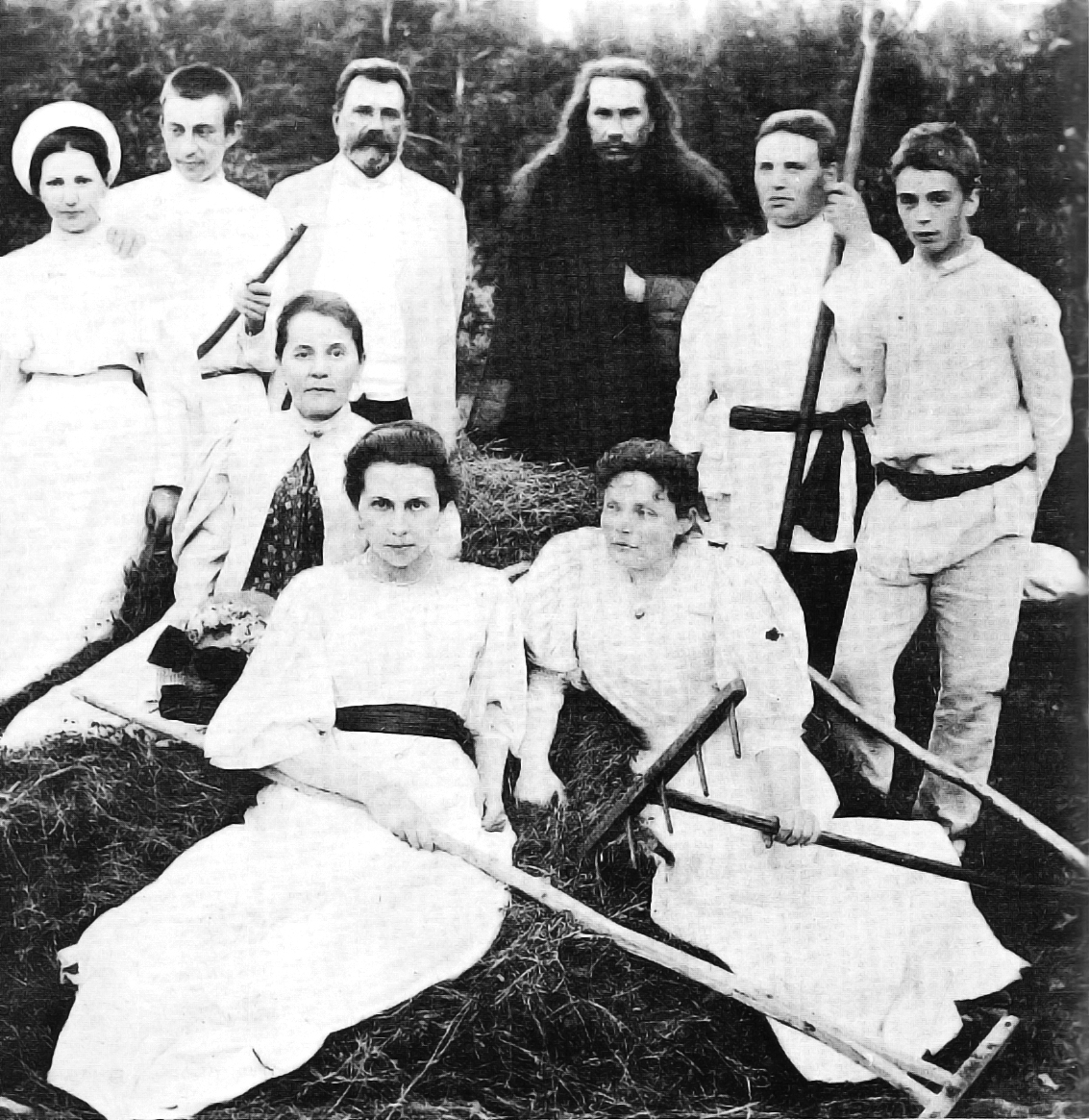
Rachmaninov (staand, tweede van links) en de Satins op het landgoed Ivanovka (ca. 1895). In 1902 zal Rachmaninov zijn nicht Natalia Satina (zittend, tweede van links) trouwen.

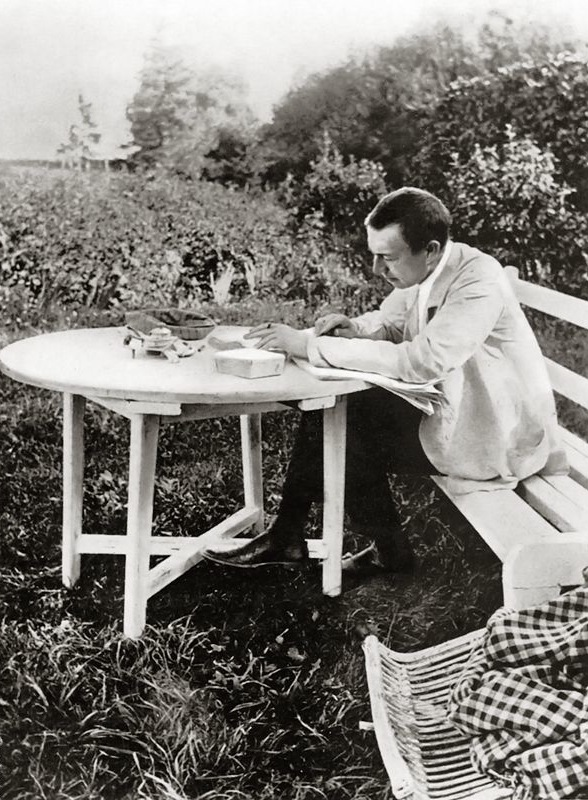
Rachmaninov corrigeert de drukproeven van zijn derde pianoconcert op het landgoed Ivanovka (1910).

Ivanovka (Russisch: Ивановка) is een landgoed nabij Tambov in zuidelijk Rusland dat tussen 1890 en 1917 de zomerresidentie was van de Russische componist en pianist Sergej Rachmaninov (1873-1943).
In 1885 vertrekt de 12-jarige Rachmaninov naar Moskou om daar lessen te volgen bij de pianist Nikolaj Zverev, bij wie hij inwoont en die hem aan een zware pianotraining onderwerpt. Vanaf 1888 bezoekt hij ook het conservatorium van Moskou. In de loop der tijd krijgt Rachmaninov, die door Zverev wordt klaargestoomd voor het vak van uitvoerend musicus, steeds meer affiniteit voor compositie. Dit leidt tot een conflict met Zverev en in 1889 verlaat Rachmaninov definitief zijn huis. Hij is echter niet van plan zijn studie aan het conservatorium op te geven en trekt daarom in bij zijn oom en tante, Aleksandr Satin en Varvara Satina, die ook in Moskou wonen.
Wanneer de Satins naar hun landgoed Ivanovka vertrekken (ca. 600 km van Moskou), waar zij met de kinderen de zomer plegen door te brengen, gaat Rachmaninov mee. Te midden van zijn dierbare familie en de uitgestrekte natuur en rust van het Russische platteland voelt hij zich erg gelukkig. Tot zijn emigratie in 1917 zal hij er vrijwel ieder jaar terugkeren. De mooie omgeving inspireert hem tot componeren. Een aantal belangrijke composities ontstond tijdens de zomervakanties op Ivanovka, o.a. zijn eerste symfonie, zijn derde pianoconcert, de Variaties op een thema van Chopin en de Études-Tableaux (op. 33).
Op het landgoed stonden twee gebouwen: de hoofdwoning en een bijwoning.
Wanneer Rachmaninov in 1902 met zijn nicht Natalia Satina trouwt, schenken de Satins hen de bijwoning op Ivanovka, waar ze geregeld verblijven. In 1907 wordt hun dochter Tatiana Rachmaninova er geboren. In 1911 zal Rachmaninov het landgoed erven.
In april 1917 verblijft Rachmaninov voor het laatst op Ivanovka. De instabiele politieke situatie in Rusland doet hem serieus een emigratie overwegen. Wanneer Rachmaninov een uitnodiging krijgt om in Stockholm te spelen, grijpt hij deze met beide handen aan. In december verlaten Rachmaninov, zijn vrouw en hun twee dochters Rusland om er nooit meer terug te keren. Na de oktoberrevolutie werd het landgoed, zoals het meeste bezit van de aristocratie, door de bolsjewieken geconfisqueerd. De gebouwen werden verwoest.
Rachmaninov heeft altijd terug verlangd naar de schoonheid van Rusland, en van het landgoed Ivanovka in het bijzonder. Toen hij begin jaren 30 de luxueuze villa Senar liet bouwen aan het Vierwaldstättersee, Zwitserland, was hij nauw betrokken bij de realisatie; hij zag dit als een kans om een 'tweede Ivanovka' te creëren.
In de jaren 70 is men begonnen met de restauratie van de gebouwen op het landgoed Ivanovka. In 1982 werd het als Rachmaninov-museum geopend.